# Landsat 5
Landsat 5 ist ein US-amerikanischer Erdbeobachtungssatellit, der von 1984 bis 2013 in Betrieb war. Es handelt sich um das fünfte Exemplar in der Reihe der Landsat-Satelliten. Das Management erfolgte durch die NASA und das United States Geological Survey, welches für die Aufbereitung der Daten zuständig war.

## Zeitlicher Ablauf der Mission
Der Satellit wurde am 1. März 1984 mit einer Delta-Rakete von der Vandenberg Air Force Base aus gestartet. Während 150.000 Umrundungen der Erde wurden 2,5 Millionen Aufnahmen übertragen. Bekannt wurden unter anderem Fotografien der Nuklearkatastrophe von Tschernobyl 1986 und des Tsunamis nach dem Erdbeben im Indischen Ozean 2004.
Von 1995 bis 2012 war der Multispektralscanner des Satelliten außer Betrieb. Im Jahr 2005 fielen die Antriebe des Solarmoduls aus, sodass dieses nicht mehr nach der Sonne ausgerichtet werden konnte. Es drohte ein Abbruch der Mission mangels ausreichender Stromversorgung. Jedoch gelang es, das Problem durch Drehung des gesamten Satelliten zu lösen.
2012 begannen die Planungen für die Außerdienststellung. Die letzten Bilder wurden am 6. Januar 2013 übertragen; anschließend wurden die Instrumente abgeschaltet und der Satellit in eine niedrigere Umlaufbahn verlegt. Am 5. Juni 2013 wurde der Funksender des Satelliten abgeschaltet.

## Technische Daten
Landsat 5 ist eine identische Kopie von Landsat 4, da der Satellit ursprünglich als Backup geplant war. Die Datenübertragung der Bilder des Multispektralscanners erfolgte mit einer Bandbreite von 85 Mbit/s.
| Technik        | Landsat 4 und 5 |
| -------------- | --- |
| Abtastsystem   | Thematic Mapper (TM) |
| Pixelgröße     | 30 × 30 m |
| Spektralkanäle | 1 0,45–0,52 µm, Blau-Grün 2 0,52–0,60 µm, Grün 3 0,63–0,69 µm, Rot 4 0,76–0,90 µm, nahes Infrarot 5 1,55–1,75 µm, mittleres Infrarot 7 2,08–2,35 µm, mittleres Infrarot |
| Thermalkanal   | 6 10,4–12,5 µm (60 × 60 m) |

## Rekorde und Auszeichnungen
Der Satellit bekam einen Eintrag im Guinness-Buch der Rekorde als der am längsten in Betrieb stehende Erdbeobachtungssatellit.